# Hebe (programa de televisión)

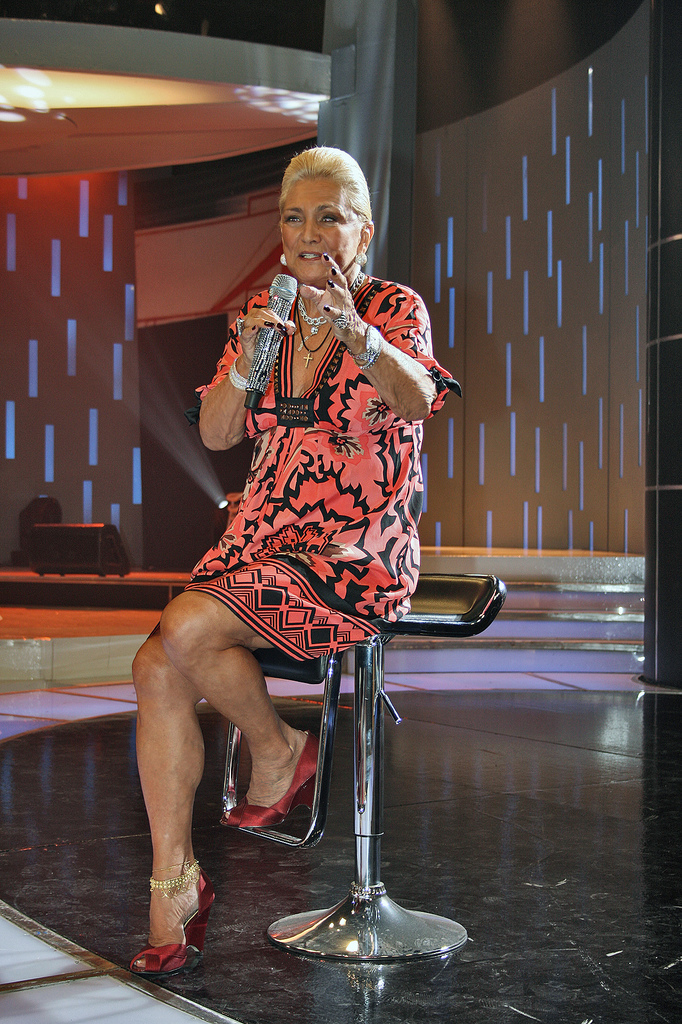
Hebe Camargo presentando el programa.

Hebe fue un programa de televisión brasileño presentado desde 1986 hasta el 2012 por Hebe Camargo, cuando murió.

## Referencias

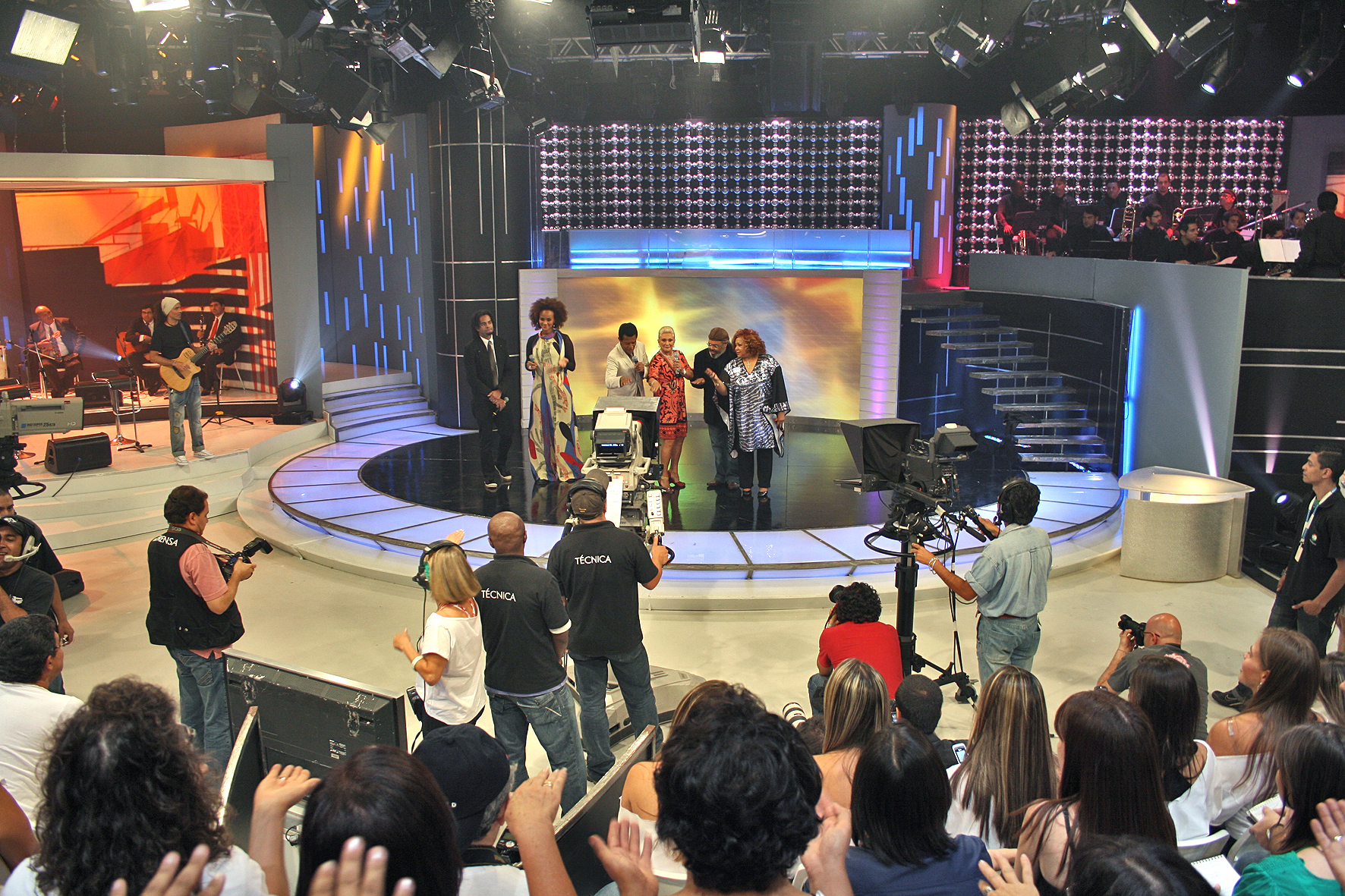
Estudio del programa de Hebe.